# ريك موفات
ريك موفات (بالإنجليزية: Rick Moffat)‏ هو معلق رياضي أمريكي، ولد في 1960.